# Equazione di Acuña-Romo

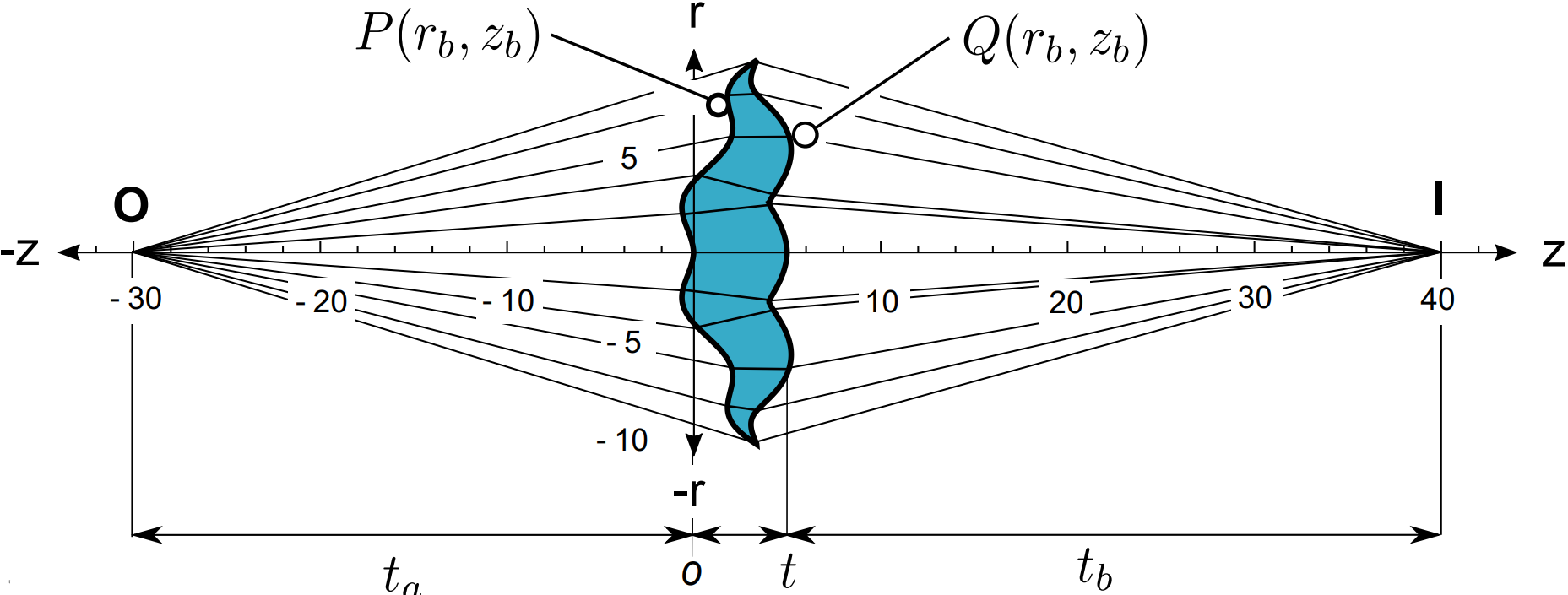
L'equazione di Acuña-Romo permette di prevedere la forma da dare alla seconda superficie di una lente in modo da ottenere un'immagine completamente nitida anche in presenza di una prima superficie molto complessa.

In ottica geometrica e ingegneria ottica, l'equazione di Acuña-Romo rappresenta la soluzione al problema del disegno di una lente priva del difetto dell'aberrazione sferica. Data la forma della prima delle due superfici di una lente (dette "diottri"), l'equazione stabilisce come debba essere la forma della seconda superficie al fine di correggere completamente l'abberrazione sferica generata dalla prima superficie, per un oggetto puntuale posto sull'asse ottico della lente.  L'equazione fu pubblicata per la prima volta nel 2018 in un articolo apparso sulla rivista Applied optics, edita dalla Optical Society of America, e scritto da Rafael Guillermo González Acuña, dell'Università nazionale autonoma del Messico, ed Héctor Alejandro Chaparro Romo, dell'Istituto tecnologico di Monterrey.

## Importanza dell'equazione

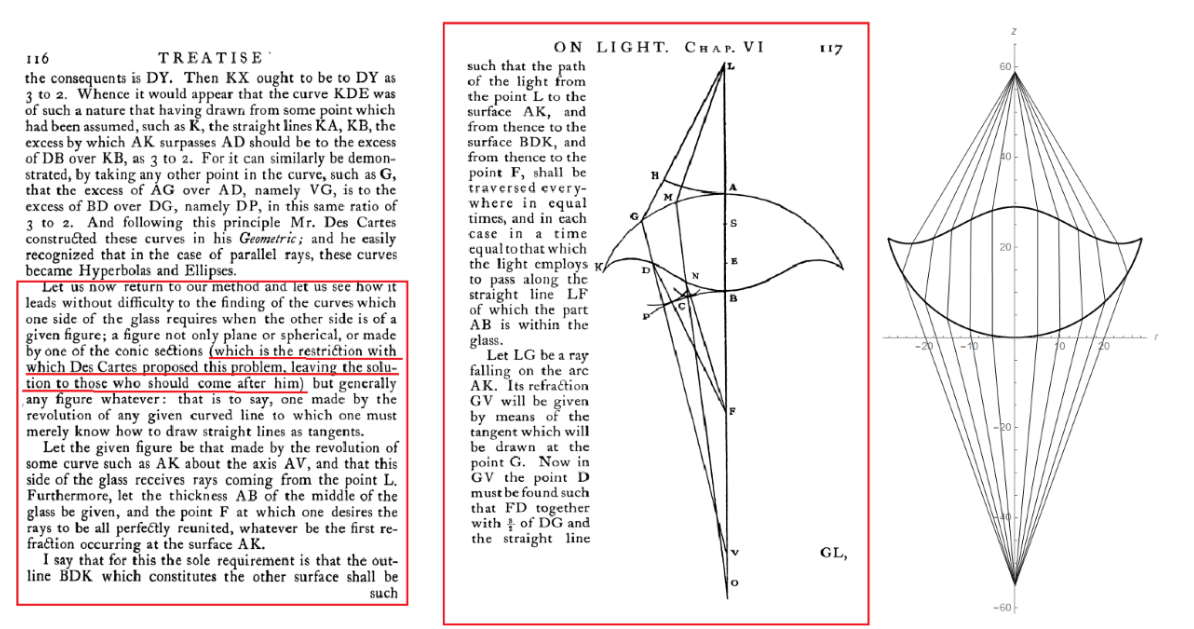
Un confronto tra una lente di Huygens e una lente di Acuña-Romo: le prime due immagini a sinistra fanno parte dell'opera di Huygens Traité de la lumière, dove il matematico olandese spiega lo stesso problema poi risolto da Acuña-Romo. L'immagine più a sinistra è una lente priva di aberrazione sferica il cui disegno è stato realizzato utilizzando le equazioni proposte da Acuña-Romo.

Il fenomeno ottico dell'aberrazione sferica, ossia il fenomeno per cui in una lente con superficie sferica i fasci di luce più lontani dall'asse ottico vengono focalizzati ad una distanza diversa rispetto a quelli più centrali, provocando un difetto nella nitidezza dell'immagine proiettata, fu scoperto circa duemila anni fa dal matematico greco Diocle, vissuto tra il III e il II secolo a.C., che ne scrisse nel suo trattato Περὶ πυρέιων (Sugli specchi ustori).
Nel tempo, il problema di come evitare il sorgere di tale difetto è stato affrontato da alcuni tra i più grandi matematici e scienziati di sempre. Nel suo Traité de la lumière, pubblicato nel 1690, ad esempio, al fine di eliminare l'aberrazione sferica Christiaan Huygens propose un sistema di lenti sferiche congiunte, menzionando anche, nell'introduzione dell'opera, che sia Isaac Newton che Gottfried Wilhelm Leibniz avevano affrontato lo stesso problema. Nel sesto capitolo dell'opera, poi, Huygens prova anche a risolvere il problema numericamente, sottolineando come Cartesio, in passato, avesse fallito nell'impresa.
Nel 1949, poi, G. D. Wasserman e E. Wolf proposero di utilizzare due superfici asferiche adiacenti per correggere le aberrazioni sferiche e di coma (da "cometa", per l’effetto generato a forma di coda), con una soluzione composta da due equazioni differenziali simultanee del primo ordine, che venivano risolte con un’analisi numerica non definitiva. Anche se di fatto essi non fornivano una soluzione analitica, il risultato fu l'invenzione e la messa in commercio di lenti asferiche (le prime ad apparire nel mercato di consumo furono, nel 1956, le Navitar prodotte dall'azienda statunitense Elgeet), le quali possono correggere in modo ottimale l'aberrazione permettendo di concentrare i raggi luminosi su un unico punto ideale, garantendo così immagini a fuoco dal centro fino ai bordi, ma che non hanno un punto ideale di fuoco matematicamente definito.

L’equazione di Acuña-Romo, invece, descrive una formula per la realizzazione di una lente bi-asferica priva di aberrazioni sferiche. Attraverso di essa, viene quindi matematicamente stabilita la forma che deve avere la seconda superficie di una lente asferica rispetto a una forma della prima superficie fornita dall’utilizzatore e alla distanza dell’oggetto ripreso.

Prima dei due ricercatori messicani, una soluzione analitica al problema era stata proposta nel 2014 da Juan Camilo Valencia Estrada, ma essa era valida solo per alcuni casi particolari.

## Derivazione matematica
Data una prima superficie {\displaystyle (r_{a},z_{a})}, si deve determinare la forma della seconda superficie della lente, {\displaystyle (r_{b},z_{b})}, al fine di correggere l'aberrazione sferica generata dalla prima superficie. L'origine del sistema di coordinate cilindriche si trova al centro della superficie di entrata {\displaystyle z_{a}(0)=0.}
Sia {\displaystyle n} l'indice di rifrazione della lente, definita come radialmente simmetrica, e {\displaystyle t} lo spessore della lente nel centro, e siano {\displaystyle t_{a}} la distanza dell'oggetto dalla prima superficie e {\displaystyle t_{b}} la distanza tra la seconda superficie e l'immagine, allora la prima equazione fondamentale per questo modello è la forma vettoriale della legge di Snell:
{\displaystyle \displaystyle {{\boldsymbol {v}}_{2}={\frac {1}{n}}[{\boldsymbol {n}}_{a}\times (-{\boldsymbol {n}}_{a}\times {\boldsymbol {v}}_{1})]-{\boldsymbol {n}}_{a}{\sqrt {1-{\frac {1}{n^{2}}}({\boldsymbol {n}}_{a}\times {\boldsymbol {v}}_{1})\cdot ({\boldsymbol {n}}_{a}\times {\boldsymbol {v}}_{1})}}},}
dove {\displaystyle {\boldsymbol {v}}_{1}} è il vettore unitario del raggio incidente, {\displaystyle {\boldsymbol {v}}_{2}} è il vettore unitario del raggio rifratto e {\displaystyle {\boldsymbol {n}}_{a}} è il vettore normale alla superficie e sono definiti come:
{\displaystyle {\begin{cases}{\boldsymbol {v}}_{1}=\displaystyle {\frac {[r_{a},\,(z_{a}-t_{a})]}{\sqrt {r_{a}^{2}+(z_{a}-t_{a})^{2}}}},\\\\{\boldsymbol {v}}_{2}=\displaystyle {\frac {[r_{b}-r_{a},z_{b}-z_{a}]}{\sqrt {(r_{b}-r_{a})^{2}+(z_{b}-z_{a})^{2}}}},\\\\{\boldsymbol {n}}_{a}=\displaystyle {\frac {[z_{a}',-1]}{\sqrt {1+z_{a}'^{2}}}},\end{cases}}}
dove {\displaystyle z_{a}'} è la derivata rispetto a {\displaystyle r_{a}} della freccia sulla prima superficie.

Sostituendo i vettori unitari nella forma vettoriale della legge di Snell e raggruppando le componenti cartesiane si ottiene,
{\displaystyle {\begin{cases}r_{i}\equiv \displaystyle {{\frac {r_{b}-r_{a}}{\sqrt {(r_{b}-r_{a})^{2}+(z_{b}-z_{a})^{2}}}}={\frac {(z_{a}-t_{a})z_{a}'+r_{a}}{n{\sqrt {r_{a}^{2}+(t_{a}-z_{a})^{2}}}(1+z_{a}'^{2})}}-z_{a}'{\frac {\sqrt {\displaystyle {1-{\frac {\left(r_{a}+(z_{a}-t_{a})z_{a}'\right)^{2}}{n^{2}\left(r_{a}^{2}+(t_{a}-z_{a})^{2}\right)\left(\displaystyle {1+z_{a}'^{\,2}}\right)}}}}}{\sqrt {\displaystyle {1+z_{a}'^{\,2}}}}}},\\\\z_{i}\equiv \displaystyle {{\frac {z_{b}-z_{a}}{\sqrt {(r_{b}-r_{a})^{2}+(z_{b}-z_{a})^{2}}}}={\frac {(r_{a}+(z_{a}-t_{a})z_{a}')z_{a}'}{n{\sqrt {r_{a}^{2}+(t_{a}-z_{a})^{2}}}(1+z_{a}'^{2})}}+{\frac {\sqrt {\displaystyle {1-{\frac {\left(r_{a}+(z_{a}-t_{a})z_{a}'\right)^{2}}{n^{2}\left(r_{a}^{2}+(t_{a}-z_{a})^{2}\right)\left(\displaystyle {1+z_{a}'^{\,2}}\right)}}}}}{\sqrt {\displaystyle {1+z_{a}'^{\,2}}}}}.}\\\\\end{cases}}}
Poiché la lente è priva di aberrazioni sferiche, secondo il principio di Fermat il percorso ottico di qualsiasi raggio non centrale deve essere uguale al percorso ottico del raggio assiale,
{\displaystyle -t_{a}+nt+t_{b}=-{\text{sgn}}(t_{a}){\sqrt {r_{a}^{2}+(z_{a}-t_{a})^{2}}}+n{\sqrt {(r_{b}-r_{a})^{2}+(z_{b}-z_{b})^{2}}}+{\text{sgn}}(t_{b}){\sqrt {r_{b}^{2}+(z_{b}-t-t_{b})^{2}}}}
dove {\displaystyle {\text{sgn}}(t_{a})} e {\displaystyle {\text{sgn}}(t_{b})} sono la funzione del segno della variabile {\displaystyle t_{a}} e {\displaystyle t_{b}}, rispettivamente.
Si ottiene quindi un sistema di equazioni in cui le due componenti sono la forma vettoriale della legge di Snell e il principio di Fermat.
 
La soluzione unica del sistema è l'equazione di Acuña-Romo data dai suoi componenti:
{\displaystyle {\begin{cases}z_{b}={\frac {\displaystyle {h_{0}\pm }{\sqrt {\begin{array}{l}z_{i}^{2}\left[-2nf_{i}\left(z_{i}\left(z_{a}-t_{b}+t\left(z_{i}-1\right)\right)+r_{a}r_{i}+tr_{i}^{2}\right)\right.\left.-\left(r_{i}\left(-z_{a}+t_{b}+t\right)+r_{a}z_{i}\right){}^{2}+f_{i}^{2}+h_{1}n^{2}\right]\end{array}}}}{\displaystyle {1-n^{2}}}},\\\\r_{b}=\displaystyle {r_{a}+{\frac {r_{i}(z_{b}-z_{a})}{z_{i}+r_{a}}}}.\end{cases}}}
Il {\displaystyle \pm } deriva dal fatto che, quando l'indice di rifrazione è positivo (vale a dire nel caso di un materiale naturale), i raggi vengono riflessi nella direzione opposta, mentre il contrario accade quando l'indice di rifrazione è negativo (vale a dire nel caso di un metamateriale). Le variabili ausiliarie sono:
{\displaystyle {\begin{cases}\displaystyle {f_{i}=-{\text{sgn}}(t_{a}){\sqrt {r_{a}^{2}+(t_{a}-z_{a})^{2}}}+t_{a}-t_{b}},\\\\\displaystyle {h_{0}=nf_{i}z_{i}-n^{2}(tz_{i}+z_{a})+r_{i}^{2}z_{a}-r_{a}r_{i}z_{i}+z_{i}^{2}(t+t_{b})}\,,\\\\\displaystyle {h_{1}=r_{a}^{2}+2r_{a}r_{i}t+\left(t_{b}-z_{a}\right)^{2}+t^{2}\left(r_{i}^{2}+\left(-1+z_{i}\right)^{2}\right)-2t\left(t_{b}-z_{a}\right)\left(-1+z_{i}\right)}.\end{cases}}}
Le condizioni di validità dell’equazione di Acuña-Romo sono che il vettore normale alla superficie sia perpendicolare al piano tangente alla superficie di entrata nell'origine e che i raggi non si intersechino all'interno della lente.